# Karoline Kaulla
Karoline (dite également Chaile ou Caile ou Kaule, les versions yiddish du prénom Karoline) Raphael, née en 1739 à Buchau am Federsee, décédée le 18 mars 1809 à Hechingen, dite Karoline Kaulla et connue sous le nom de Madame Kaulla, était une Juive de cour, considérée à son époque comme la femme la plus riche d'Allemagne.

## Sa vie

### Ses débuts dans les affaires
Karoline Kaulla est l'ainée des six enfants du président de la communauté juive Isaak ben Benjamin Raphael et de sa femme Rebecca, née Wasserman de Ratisbonne. Le père est un Juif de cour  au service de la maison des Hohenzollern-Hechingen à Sigmaringen et Hechingen. Karoline reçoit comme ses autres sœurs une éducation, comme il est d'usage dans une famille éclairée de la haute bourgeoisie juive du XVIIIe siècle : un enseignement donné par un précepteur.
À 18 ans, en 1757, Karoline est mariée à Kieve Auerbach (Akiba Auerbach), un négociant en chevaux à Hechingen, un homme qui dorénavant va se consacrer uniquement à l'étude du Talmud et de la Torah et qui abandonne à sa femme toute la gestion financière de la famille rapidement croissante. Comme son frère le plus âgé est de onze ans plus jeune qu'elle, et qu'elle est particulièrement douée en affaire, elle reprend l'activité de son père en 1760 au décès de celui-ci.
Au début, son client principal est le prince de Hohenzollern-Hechingen, avec lequel Karoline développe de bons rapports et des liens de clientèle serrés. Aimant les chevaux et la chasse, le prince vit bien au-dessus des moyens de cette petite région relativement pauvre. Il s'endette lourdement avec la société de Kaulla comme créditeur permanent.
La petite ville d'Hechingen a une communauté juive d'environ 300 âmes, relativement pauvre. Elle était dirigée initialement par le père de Karoline, puis par son frère Jakob et plus tard par le fils de celui-ci Mayer Kaulla. Karoline mène un mode de vie aristocratique, possédant un élégant manoir et son propre attelage, mais continue à vivre selon les lois juives. Elle s'occupe de la communauté juive avec son frère et utilise ses relations avec le prince pour améliorer son sort. La famille Kaulla possède sa propre synagogue privée et a engagé son propre rabbin. En 1803, Karoline et son frère fondent et entretiennent un Bet Midrash (école talmudique) avec trois rabbins érudits, et une importante bibliothèque. Karoline est connue pour sa très grande charité à l'égard des pauvres sans distinction de religion.
En 1768, Karoline Kaulla obtient du prince de Fürstenberg pour ses 29 ans son attestation d'intendante de cour à Donaueschingen sous le nom de Kaulla Raphael. Elle vend à la cour des chevaux, de l'argenterie, de la joaillerie et d'autres produits onéreux. En 1770, à sa demande, elle est nommée Juive de cour du Duché de Wurtemberg, succédant ainsi au Juif de cour Joseph Süss Oppenheimer (1672-1738), exécuté à Stuttgart entre autres pour haute trahison. Ayant donné naissance à six enfants, et ses activités progressant rapidement, elle prend son frère ainé Jakob, né en 1750, comme associé. Jacob sera nommé Juif de cour à Donaueschingen, où Karoline est particulièrement active depuis sa nomination.

### Juive de cour et privilège
Les années les plus lucratives pour l'entreprise de Madame Kaulla sont celles de la période révolutionnaire française et de l'Empire napoléonien. En effet, à partir de 1790, l'entreprise Kaulla est engagée comme fournisseur de l'armée à grande échelle, lui permettant d'acquérir une fortune considérable. En 1797, elle obtient le privilège de  cour (Hofschutz) pour acquérir une résidence à Stuttgart et à Ludwigsbourg, mais celui de Stuttgart lui sera retiré par le duc en 1798 à la suite de protestations des bourgeois de Stuttgart et du corps des marchands, la ville étant interdite aux Juifs depuis le XVe siècle.
Pour le récompenser de ses loyaux services pour l'approvisionnement des armées impériales, Jacob Kaulla, qui a conduit les négociations à Vienne, Londres et Paris, est élevé en 1801 au titre de Conseiller impérial et Karoline Kaulla reçoit en 1808 de l'empereur François 1er la kaiserliche Zivilverdienstmedaille (Médaille impériale du service civil) avec chaine d'or.
Ce n'est qu'en 1806, que Madame Kaulla, son mari et son frère auront le droit de s'installer à Stuttgart.

### Sa mort et la poursuite  des affaires Kaulla
Karoline Kaulla meurt le 18 mars 1809 à Hechingen à l'âge de 70 ans. Elle est enterrée au cimetière juif d'Hechingen; sa tombe impressionnante a été préservée. Sa société et sa famille continuèrent à prospérer sous le nom de Kaulla, au Wurtemberg et au-delà. Sa nécrologie publiée dans les journaux  indique:
« C'était une femme avec de rares facultés intellectuelles et de noble caractère. Banquière de cour à la cour royale de Wurtemberg et responsable de la société de banque et de commerce Kaulla à Stuttgart… La défunte utilisa une grande partie des richesses qui lui furent accordées par la Providence pour des œuvres de charité. Elle était le support des nécessiteux indépendamment de leur religion, et des milliers de larmes des pauvres ici et ailleurs tombent sur sa tombe. »
La banque Königlich Württembergischen Hofbank qu'elle a cofondée en investissant la somme astronomique de 1,25 million de florins, somme que les Rothschild à l'époque auraient bien été incapables de rassembler, deviendra dans les années 1920, après de nombreuses fusions et acquisitions, la Deutsche Bank.
Une rue de Stuttgart porte le nom de Karoline Kaulla.